# Ar Bard
 (décembre 2021).
 (décembre 2021).
La mise en forme du texte ne suit pas les recommandations de Wikipédia : il faut le « wikifier ».
Les points d'amélioration suivants sont les cas les plus fréquents. Le détail des points à revoir est peut-être précisé sur la page de discussion.
- Les titres sont pré-formatés par le logiciel. Ils ne sont ni en capitales, ni en gras.
- Le texte ne doit pas être écrit en capitales (les noms de famille non plus), ni en gras, ni en italique, ni en « petit »…
- Le gras n'est utilisé que pour surligner le titre de l'article dans l'introduction, une seule fois.
- L'italique est rarement utilisé : mots en langue étrangère, titres d'œuvres, noms de bateaux, etc.
- Les citations ne sont pas en italique mais en corps de texte normal. Elles sont entourées par des guillemets français : « et ».
- Les listes à puces sont à éviter, des paragraphes rédigés étant largement préférés. Les tableaux sont à réserver à la présentation de données structurées (résultats, etc.).
- Les appels de note de bas de page (petits chiffres en exposant, introduits par l'outil «  Source ») sont à placer entre la fin de phrase et le point final[comme ça].
- Les liens internes (vers d'autres articles de Wikipédia) sont à choisir avec parcimonie. Créez des liens vers des articles approfondissant le sujet. Les termes génériques sans rapport avec le sujet sont à éviter, ainsi que les répétitions de liens vers un même terme.
- Les liens externes sont à placer uniquement dans une section « Liens externes », à la fin de l'article. Ces liens sont à choisir avec parcimonie suivant les règles définies. Si un lien sert de source à l'article, son insertion dans le texte est à faire par les notes de bas de page.
- La présentation des références doit suivre les conventions bibliographiques. Il est recommandé d'utiliser les modèles {{Ouvrage}}, {{Chapitre}}, {{Article}}, {{Lien web}} et/ou {{Bibliographie}}. Le mode d'édition visuel peut mettre en forme automatiquement les références.
- Insérer une infobox (cadre d'informations à droite) n'est pas obligatoire pour parachever la mise en page.

Pour une aide détaillée, merci de consulter Aide:Wikification.
Si vous pensez que ces points ont été résolus, vous pouvez retirer ce bandeau et améliorer la mise en forme d'un autre article.
Ar Bard est un groupe de musique français créé en 2017 par le couple Julian Cuvilliez et Audrey Lecorgne, (auteurs-compositeurs-interprètes, luthiers et musicologues).
Ar Bard propose un registre alimenté par des styles différents : rock progressif, musique ethnique, musique classique, orchestration cinématographique et composition de bandes originales de films. Depuis sa création, le groupe a réalisé de nombreuses collaborations artistiques (Alan Stivell, Carlos Nuñez, Abraham Cupeiro, John Kenny).
Le groupe arbore comme logo une lyre gauloise. Cet instrument se retrouve au centre de presque chaque composition. Son utilisation tend, selon les projets, à rendre actuelles les musiques ancestrales et natives ou à les reconstituer.

## Histoire

### 2017
Le 16 janvier 2017, Ar Bard sort son premier single intitulé Luskellerez doublé d'un clip réalisé par Timmy Maquaire,.
Le 15 décembre 2017 sort le premier album du groupe Aremorica des Hommes, des Rois et des Dieux. Le lancement s'est déroulé en prime time sur France 3 les vendredis 3, 10, 17 et 24 novembre à l'occasion de l'émission nationale Qui Prendra la Suite, présentée par Églantine Éméyé et à laquelle participe Julian Cuvilliez en tant qu'invité,,,,,,.
Cet album est le premier à se consacrer intégralement à la lyre celtique, l'un des plus anciens instruments du territoire breton. Il y est utilisé sous le prisme de la musique actuelle : le rock progressif. Sur l'album, le chant en français et en breton revisite certains classiques traditionnels de Bretagne tirés du Barzaz Breiz et présente également plusieurs créations originales. Le thème général de l'album gravite autour de la Bataille de Vannes qui précéda la romanisation de l'Armorique à la fin de l'Âge du Fer.
L'album sera salué par la critique et rencontrera un certain succès, notamment le titre 11 -The Song of time- vu plus d'un million de fois sur les plateformes numériques,. Ce titre composé d'un duo de lyres jouées par Ar Bard sera par ailleurs repris par Alan Stivell qui l'incorporera dans la composition du titre Kelti(k)a sur l'album Human~Kelt en 2019.

### 2018
Le 27 septembre 2018, Ar Bard est l'invité d'honneur du Nasimi Festivalqui se déroule en Azerbaïdjan. En marge du championnat du monde de judo, Ar Bard clôturera l’évènement par un concert donné à l'Elektra Hall de Baku en présence du président Russe Vladimir Poutine,,.

### 2019
Au cours de l'année 2019, Ar Bard fait des apparitions en tant qu'invité sur la scène française et internationale. Le 3 août au Waken Open air Festival en tant qu'invité du groupe Skald ainsi que le 9 août Festival Interceltique de Lorient en tant qu'invité de Carlos Nuñez lors d'une soirée qui revisitera l'histoire des Celtes depuis les origines,. Pour l'occasion, Ar Bard compose une ode en langue gauloise et à la lyre à partir d'inscriptions gallo-romaines interprétées avec l'aide du linguiste Jean Paul Savignac. Le groupe chantera sur la scène de l'espace Marine aux côtés du musicien Warner Bross, Abraham Cupeiro et du multi-instrumentiste Pancho Álvarez,,,,.
Le 15 août, on retrouve Ar Bard au Motocultor Fest Open Air en tant qu'invité d'Alan Stivell qui provoquera la rencontre inédite de la lyre celtique et de la harpe celtique sur les titres [K]eltika et Boudika.

### 2020

#### • The Dragon and the Dove
Ar Bard se voit confier par le Musée Royal de Mariemont la composition de la bande originale de son exposition Le Monde de Clovis,,,.
Il s'agit de la conclusion artistique du projet LEIA -Lyra Experience Innovative Acoustics-, un projet scientifique international dirigé par les deux membres du groupe Ar Bard, qui ont réuni une équipe de 40 acteurs de projet répartis sur quatre pays (France, Belgique, Allemagne et Écosse) afin d'étudier et de reconstituer la lyre médiévale découverte dans la chapelle St Severin de la cathédrale de Cologne ainsi que le chevalet de Concevreux. Cet instrument se trouve au centre du nouveau projet de Ar Bard, qui explore les musiques du premier Moyen Âge,,,,,,,,,,.
Julian Cuvilliez constitue et dirige un nouvel ensemble composé de 4 chanteurs grégoriens (Maxime Docteur, Clément Frouin, Jean-Paul Drudforès, Brice Ramondenc), la chanteuse soliste Lou Bleyer ainsi que de John et Patrick Kenny au Carnyx de Dexford. Cet ensemble franco-écossais sera baptisé The Dragon and the Dove, traduit en français : Le Dragon et la Colombe. 

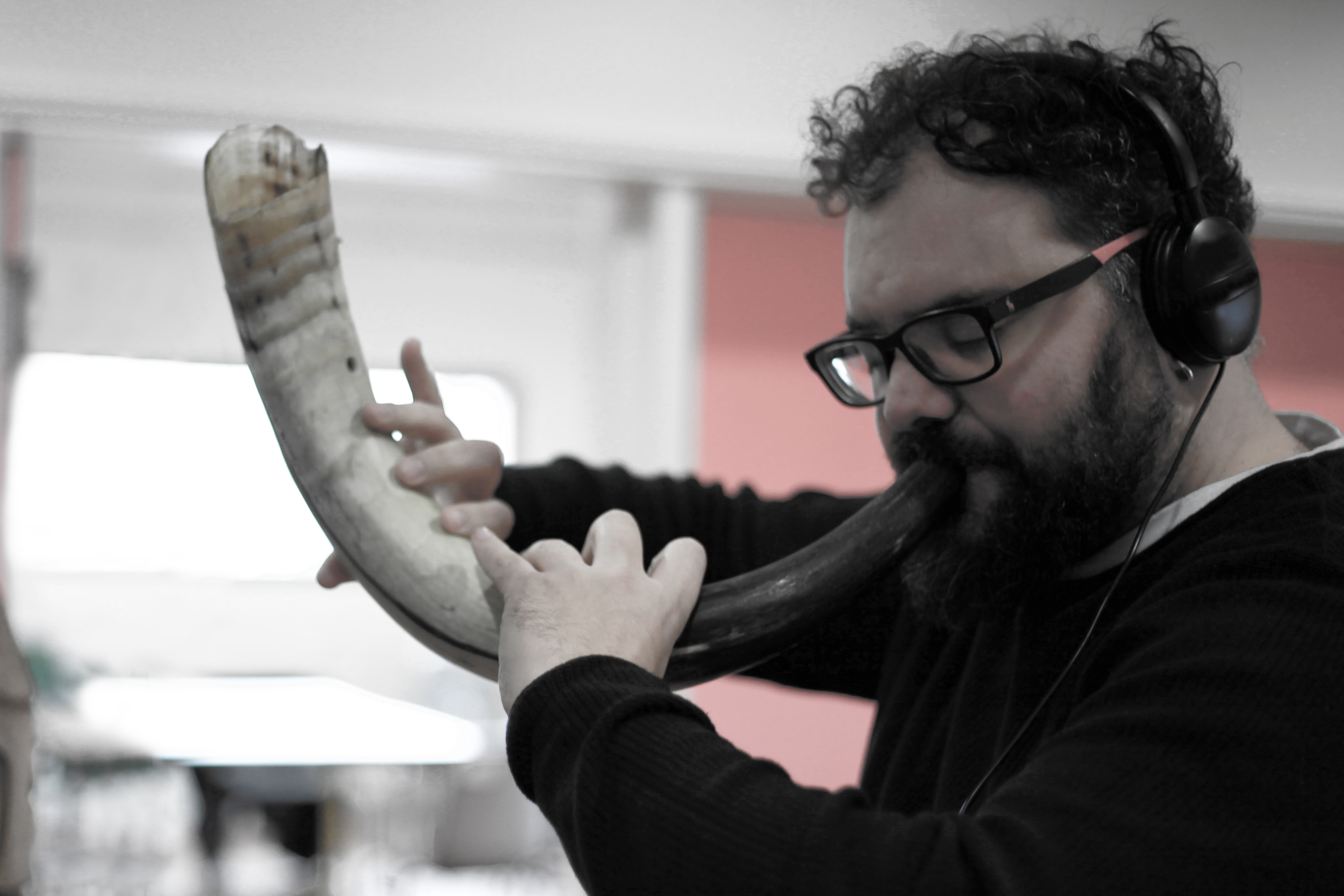
Abraham Cupeiro (Musicien Warner Bross) lors de la résidence de création de Ar Bard pour la bande originale du Pacte Gaulois 2020

Au centre du projet se trouve un ancien chant grégorien -Terribilis Est- réaménagé sous la forme d’un dialogue musical et métaphorique entre deux personnages : le Dragon, incarné par le Carnyx de John Kenny et la Colombe, interprétée par la soliste Lou Bleyer. Le chant a pour thématique l’ancien monde qui se meurt et un nouveau qui s’annonce. Julian Cuvilliez a assuré la direction artistique et la composition du projet. Il sera également présent parmi les musiciens jouant la lyre de Cologne; reconstituée grâce au projet LEIA.
Le single The Dragon and The Dove sort sur les plateformes numériques le 28 février 2020, soit le même jour que le lancement de l'exposition le Monde de Clovis au Musée Royal de Mariemont en Belgique.

#### • Bande Originale du filmLe Pacte Gaulois
Le 20 mars 2020, le réalisateur Sébastien Duhem confie à Ar Bard la composition de la bande originale de son nouveau film, Le Pacte Gaulois.
La direction artistique, impulsée par Julian Cuvilliez, implique une composition au plus près de ce qu'a été la musique du peuple celte à la lumière des sources existantes en la matière.
Une équipe de musiciens et de spécialistes du Pôle de Recherche d'Interprétation et d'Archéologie Expérimentale est mobilisée autour de ce projet, parmi lesquels : John Kenny au Carnyx de Dexford; le musicien Warner Bros Abraham Cuperio y jouera d'une authentique flûte vieille de 14 siècles, la chanteuse Lou Bleyer ou encore le linguiste Jean Paul Savignac qui accompagnera la composition des textes des chansons réalisés à partir d'inscriptions gallo-romaines.
Pour ce projet, une collection de plusieurs instruments de musique antiques (lyre gauloise, lance tintante, cistre, carnyx, sonnaille, percussion) a été reconstituée à partir de sources archéologiques. L'objectif du projet est de proposer une immersion musicale représentative de l'Âge du Fer, époque à laquelle se déroule l'histoire du film.
Le film sera sélectionné et récompensé dans des festivals internationaux à Cannes, à Amiens, à Montréal, à Toronto et à Bombay.
Le 21 septembre 2020, Ar Bard s'est produit au cinéma Gaumont à Amiens à l'occasion du Festival du film Archéologique,,.
Le 11 octobre 2020, le film Le Pacte Gaulois remporte l'Award Best Artistic Production au Screen Power Film Festival de Londres, qui récompense la direction artistique, les costumes et la musique du film, composée par Ar Bard,,,.
Le 17 décembre, Ar Bard sort un single intitulé Glaz (Bleu-Vert en langue bretonne) accompagné d'un clip,,.

### 2021
En septembre 2021, la bande originale du film Le Pacte Gaulois, composée par Ar Bard est récompensée par un Best Music Award lors de l'évènement The Archaeology Channel International Film Festival,,,.
Le 15 octobre, Ar Bard sort le single Hent ar Brezelour tiré de la bande originale du film,,.

## Discographie
• 2017 Album -Aremorica - des Hommes, des Rois et des Dieux
• 2020 Single - The Dragon and the Dove
• 2020 Single - GLAZ
• 2021 Single - Hent ar Brezelour (Bande Originale - Le Pacte Gaulois)

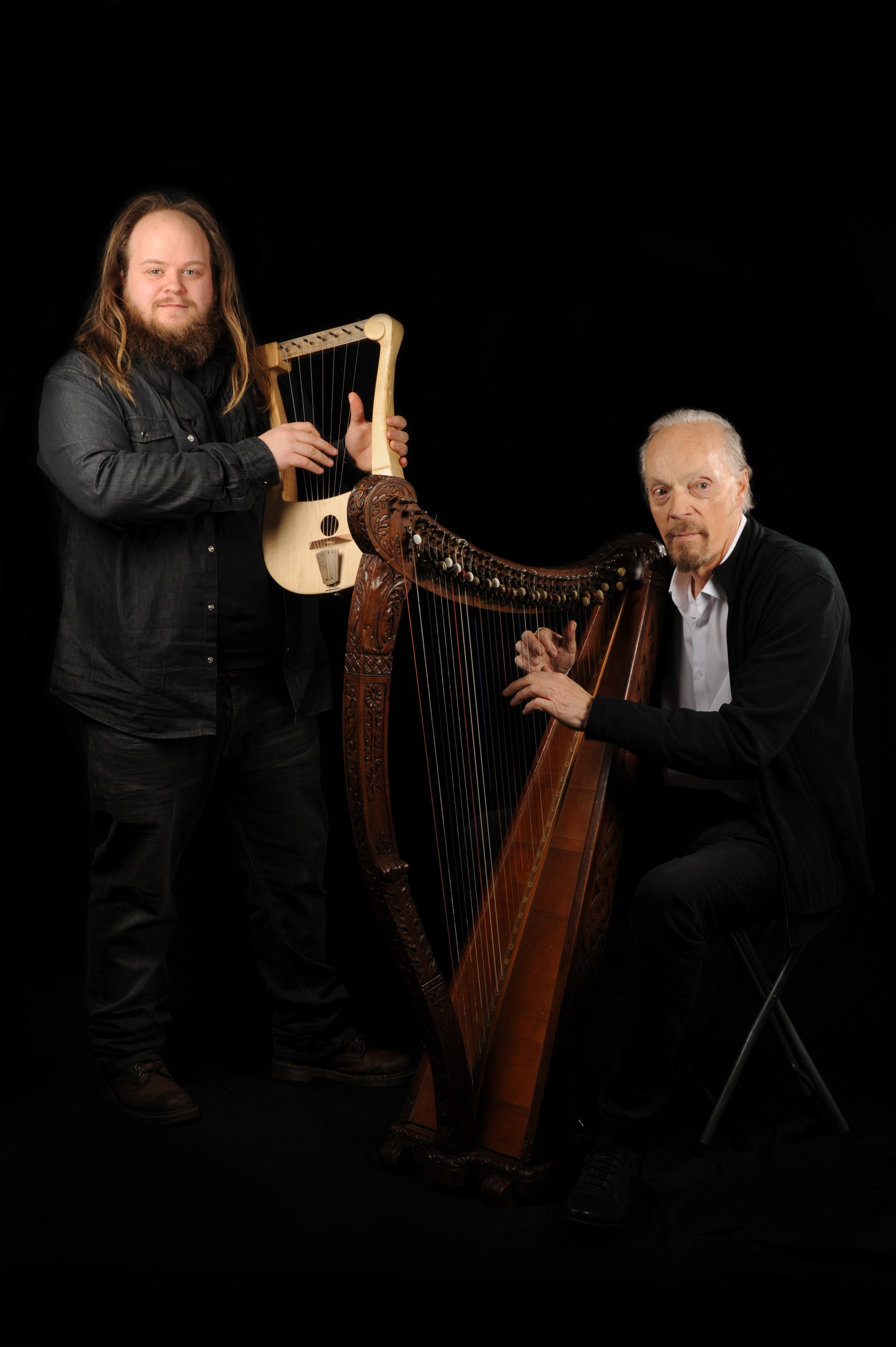
Julian Cuvilliez et la Lyre Celtique et Alan Stivell et la Harpe Celtique

## Collaborations
- Alan Stivell - Album Human~Kelt -Titre Keltika

## Concerts
- 2018 Nasimi Festival - Elektra Hall - Baku (Azerbaïdjan)
- 2019 Motocultor Festival - Invité d'Alan Stivell - St Nolf (Bretagne)
- 2018 Waken Open Air - invité du groupe Skald (Allemagne)
- 2018 Festivall Inter-Celtique de Lorient - invité de Carlos Nuñez - (Bretagne)
- 2018 Festival du Film Archéologique d'Amiens (France)
- 2018 Festival -Et il n'y aura plus de Nuit - Audierne (Bretagne)

## Récompenses
- Best Music Award lors de l'évènement The Archaeology Channel International Film Festival pour la composition de la bande originale du film - Le Pacte Gaulois
- Best Artistic Production par Screen Power Film Festival pour la composition de la bande originale du film - Le Pacte Gaulois